# Kleingebiet Csorna
Das Kleingebiet Csorna (ungarisch Csornai kistérség) ist eine ungarische Verwaltungseinheit (LAU 1) innerhalb des Komitats Győr-Moson-Sopron. Im Zuge der Verwaltungsreform von 2013 kamen 31 Ortschaften in den Nachfolger-Kreis Csorna (ungarisch Csornai járás), drei Ortschaften wechselten in den Kreis Győr.
Ende 2012 zählte das Kleingebiet auf 598,75 km² Fläche 34.126 Einwohner. Die Bevölkerungsdichte betrug mit 57 nur die Hälfte des Komitatsdurchschnitts (106,5).
Der Verwaltungssitz befand sich in der einzigen Stadt Csorna (10.489 Ew.). Bősárkány (2.088 Ew.) und Szany (2.047 Ew.) sind Großgemeinden (ungar. Nagyközség).

## Ortschaften
Deutschsprachige Namen in Klammern
| Acsalag (Altschladen)       | Bágyogszovát (Boding-Zobelsdorf) | Barbacs (Borbitsch)           | Bezi (Wesing)        | Bogyoszló (Boderslau)                       |
| Bősárkány (Oberscharken)    | Cakóháza (Zackenhof)             | Csorna (Geschirnau)           | Dör (Dürnhof)        | Egyed (Engelsfeld)                          |
| Farád (Fraden)              | Fehértó (Weißensee)              | Győrsövényház (Günzelsbruck)  | Jobaháza (Joppenhof) | Kóny (Koln)                                 |
| Maglóca (Moglertsaden)      | Magyarkeresztúr                  | Markotabödöge (Markotern)     | Páli (Pauling)       | Pásztori (Pastering)                        |
| Potyond (Straßlern)         | Rábacsanak (Schenkenfeld)        | Rábapordány (Raabprodersdorf) | Rábasebes            | Rábaszentandrás (Sankt Andrä in der Raabau) |
| Rábatamási                  | Rábcakapi                        | Sopronnémeti (Neupertelshof)  | Szany (Lichtenwald)  | Szil (Rust in der Raabau)                   |
| Szilsárkány (Kleinscharken) | Tárnokréti (Rittern)             | Vág (Waag)                    | Zsebeháza            |                                             |